# Spardame
 For alternative betydninger, se Spar Dame (flertydig). (Se også artikler, som begynder med Spar Dame)
Spardame er en roman af Helle Stangerup fra 1989.
Det er en historisk roman om fem selvbevidste, sanselige kvinder i renæssancens Danmark: Ellen Marsvin, Kirsten Munk, Leonora Christine, Vibeke Kruse og Dronning Sophie Amalie.
Den foregår i 1600-tallet under kongerne Christian 4. og Frederik 3.
| Bog | Spire Denne artikel om bøger og tidsskrifter er en spire som bør udbygges. Du er velkommen til at hjælpe Wikipedia ved at udvide den. |